# Joule-Thomson-effekten
Joule-Thomson-effekten, även kallad Joule-Kelvin-effekten eller Kelvin-Joule-effekten, beskriver hur temperaturen hos de flesta icke-ideala gaser sjunker när gasen expanderar isoentalpiskt vid temperaturer över 0°C. Detta inträffar exempelvis då en sådan gas passerar en ventil eller en porös plugg i ett rör. Väte, helium och neon utgör undantag i detta avseende och dessa gaser värms istället när de expanderar vid dessa temperaturer. (För väte vid temperaturer under ca 200 K och för helium under ca 32–50 K sker dock en temperatursänkning vid expansion av dessa gaser och dessa temperaturer kallas Joule-Thomsons inversionstemperatur.) 
Effekten upptäcktes av James Prescott Joule och William Thomson (Lord Kelvin) år 1853.
Temperaturförändringen vid en viss tryckförändring i en Joule-Thomsonprocess (vid konstant entalpi H) utgör Joule-Thomson (Kelvin)-koefficienten {\displaystyle \mu _{\mathrm {JT} }}. Denna koefficient kan uttryckas i termer av gasens specifika volym {\displaystyle V}, dess värmekapacitet vid konstant tryck {\displaystyle C_{\mathrm {p} }}, och dess termiska expansionskoefficient {\displaystyle \alpha } enligt:

{\displaystyle \mu _{\mathrm {JT} }=\left({\partial T \over \partial P}\right)_{H}={\frac {V}{C_{\mathrm {p} }}}(\alpha T-1)\,}
Värdena för {\displaystyle \mu _{\mathrm {JT} }} uttrycks normalt i enheten °C/bar (eller med SI-enheter: K/Pa) och beror på slag av gas och på temperatur och tryck för gasen före expansion. Joule-Thomson-koefficientens tryckberoende för olika gaser är normalt bara några procent för trycknivåer upp till 100 bar.

Joule–Thomsonkoefficienter för olika gaser vid atmosfärstryck

Alla verkliga gaser har en inversionspunkt vid vilken värdet för {\displaystyle \mu _{\mathrm {JT} }} ändrar tecken. Temperaturen vid denna punkt kallas Joule–Thomsons inversionstemperatur och beror på trycket för gasen före expansion.
Helium och väte är två gaser vars Joule–Thomsons inversionstemperaturer vid tryck av 1 bar är mycket låga (t.ex. runt 40 K, −233 °C för helium). Därför gäller att helium och vätgas värms upp vid expansion vid konstant entalpi vid rumstemperatur. Å andra sidan har kvävgas och syrgas inversionstemperaturer på 621 K (348 °C) respektive 764 K (491 °C) varför dessa gaser kan kylas från rumstemperatur vid expansion.
För en ideal gas är {\displaystyle \mu _{\text{JT}}} alltid lika med noll: ideala gaser varken värms eller kyls vid expansion vid konstant entalpi.